# Олімпійський (спортивний комплекс, Москва)
Спортивний комплекс «Олімпійський» — один із найбільших багатофункціональних спортивно-видовищних об'єктів Росії та Європи. Знаходиться в Міщанському районі Москви, на Олімпійському проспекті, біля станції метро «Проспект Миру».
«Олімпійський» складається з двох основних будівель — стадіону та плавального басейну. «Олімпійський» був найбільшою критою спортивною спорудою на території Європи від моменту спорудження й до 2017 року, коли було відкрито «Paris la Défense Arena» у Франції.